# Ferencz Eisenhut
Ferencz Eisenhut (1857. – 1903.) je bio mađarski slikar.
Bio je na školama u Budimpešti i Münchenu.
Tematski se bavio Orijentom, pa je stoga često boravio u tim zemljama, proučavajući tamošnje narode, posebice njihove nošnje i kulturu. U tome se pokazao dobrim, tako da je u svoje vrijeme bio jednim od najvećih orijentalnih slikara. Tako je i ugovor za svoje poznato djelo Bitka kod Sente, kojime je i uprizorio Bitku kod Sente, sklopio dok je bio u Teheranu. Sama slika je naslikana za Sombor, za obilježavanje 1896. godine, koja je bila tisućita obljetnica od dolaska Mađara u Panonsku nizinu.
Slike su mu bile na skupnim izložbama u gradovima gdje se školovao. Ponekad je izlagao na skupnim izložbama u Berlinu, Madridu i Parizu. 
Dok je bio živ nije imao samostalne izložbe. Ironično, priredilo mu se u Budimpešti izložbu tek kad je umro i to povodom njegove smrti 1903. 
Dobitnik je nekoliko nagrada na izložbama.
Rodom je bio iz Palanke.